# Chlorospatha kressii
Chlorospatha kressii är en kallaväxtart som beskrevs av Michael Howard Grayum. Chlorospatha kressii ingår i släktet Chlorospatha och familjen kallaväxter. Inga underarter finns listade.